# Sebastian Bernsdorff
Sebastian Bernsdorff (* 1962 in München) ist ein deutscher Sportkommentator.

## Leben
Bernsdorff machte an der TU München sein Diplom-Sportstudium. Während dieser Zeit arbeitete er als freier Redakteur in der Sportredaktion der Süddeutschen Zeitung. Von 1992 bis 1995 war er bei ran auf Sat.1 als Redakteur tätig. Seit 1995 ist er festangestellt bei Sport1 (damals noch DSF) und Kommentator für die Sportarten Fußball, Tennis, Billard und Bogenschießen. Für den Sender ist Bernsdorff auch für das Erstellen von Reportagen und Beiträgen zu Sportlern oder Sportveranstaltungen zuständig.